# Alsóvidra község
Alsóvidra község (románul: Comuna Vidra) község Fehér megyében, Romániában. Központja Alsóvidra, beosztott falvai Aranyosponor, Băi, Bobărești, Bogdănești, Bordeştii Poieni,  Culdești, Dealu Goiești, Dos, Dosu Luncii, Dosu Văsești, Drăgoiești-Luncă, Ficărești, Gligorești, Goiești, Haiducești, Hărăști, Hoancă, Jeflești, Lunca, Lunca Bisericii, Lunca de Jos, Lunca Goiești, Lunca Vesești, Modolești, Nemeși, Oidești, Pitărcești, Pleșcuța, Poieni, Puiulețești, Runc, Segaj, Urdeș, Valea Morii, Văsești, Vâlcăneasa, Vâlcești és Vârtănești.

## Fekvése
Fehér megye északnyugati szélén, a Mócvidék közepén helyezkedik el, a Kis-Aranyos alsó szakaszán, 600–1298 méter tengerszint feletti magasságon. Szomszédos községek: keleten Aranyosszohodol és Topánfalva, északon Feketevölgy és Aranyosvágás, nyugaton Felsővidra, délen Hunyad megye. Topánfalva irányából a DJ 762 megyei úton közelíthető meg.

## Népessége
1850-től a népesség alábbiak szerint alakult:
| Lakosok száma | 3531 | 4141 | 4426 | 4421 | 4641 | 3653 | 2444 | 1964 | 1691 | 1367 |
|               | 1850 | 1880 | 1900 | 1920 | 1956 | 1977 | 1992 | 2002 | 2011 | 2021 |

A 2011-es népszámlálás adatai alapján a község népessége 1691 fő volt, melynek 95,15%-a román. Vallási hovatartozás szempontjából a lakosság 86,46%-a ortodox, 5,68%-a pünkösdista és 1,77%-a baptista.

## Története
1968-ban Aranyosponor község beolvadt Alsóvidra községbe.

## Nevezetességei
A község területéről az alábbi épületek és építmények szerepelnek a romániai műemlékek jegyzékében:
- az alsóvidrai Szent arkangyalok templom (LMI-kódja AB-II-m-B-00390)
- a goiești-i fatemplom (AB-II-m-A-00232)
- a poieni-i Szent Demeter-templom (AB-II-m-B-00264)

Országos szinten védett területek:
- Csigadomb, paleontológiai rezervátum (Alsóvidra)
- Cheile Văii Morilor (Aranyosponor)
- Pișoaia-vízesés (Nemeși)